# Abraxas lacteanigra
Abraxas lacteanigra là một loài bướm đêm trong họ Geometridae.